# Welbike

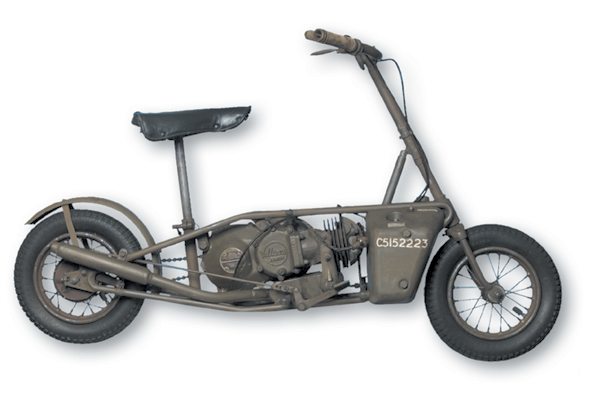
La Welbike

La Welbike era una motocicletta per impieghi speciali realizzata in Gran Bretagna durante la seconda guerra mondiale. Venne progettata dalla Station IX dell'Inter Service Research Bureau che aveva la sua sede a Welwyn. Il progetto era di John Dolphins e la produzione avveniva presso la Excelsior Ltd. Il nome Welbike derivava dall'uso di anteporre il suffisso Wel, da Welwyn, a tutto ciò che veniva realizzato dalla Station IX.
La Welbike era pensata per essere utilizzata dagli agenti dello Special Operations Executive e pertanto doveva essere trasportata in un contenitore paracadutabile. Per soddisfare questa necessità la motocicletta era dotata di manubrio pieghevole e di pneumatici di diametro ridotto. In generale era molto piccola. Il motore era un monocilindrico Villiers da 98 cm³ di cilindrata a due tempi alimentato a benzina.
In pratica non fu mai utilizzata dagli agenti segreti ma fu fornita ai reggimenti di paracadutisti britannici e fu impiegata durante l'operazione Market Garden.
Dopo il conflitto il progetto della Welbike venne riproposto come Corgi 50 Dinky Devil dalla Brookhouse Engineering e divenne una della più popolari motorette degli anni sessanta.